# Meisjes met rode haren
Meisjes met rode haren was de grootste hit van Arne Jansen. Het lied is een vertaling van het Duitstalige lied Mädchen mit roten Haaren gecomponeerd door Manfred Oberdörffer en Hans Georg Moslener en werd in het Nederlands vertaald door Pim van Zijl.
Het nummer werd een jaar later gebruikt in de film Turks fruit. In de Top 2000 van Radio 2 bereikte het nummer in de 2000-editie zijn hoogste positie met nummer 1038. Na 2008 verdween het nummer uit de lijst. 
In 2000 kreeg hij met terugwerkende kracht een gouden plaat voor deze single, nadat uit een hertelling bleek dat er 150.000 exemplaren van waren verkocht.

## Hitnotering
| Meisjes met rode haren in de Nederlandse Top 40 - binnen 20 mei 1972 | Meisjes met rode haren in de Nederlandse Top 40 - binnen 20 mei 1972 | Meisjes met rode haren in de Nederlandse Top 40 - binnen 20 mei 1972 | Meisjes met rode haren in de Nederlandse Top 40 - binnen 20 mei 1972 | Meisjes met rode haren in de Nederlandse Top 40 - binnen 20 mei 1972 | Meisjes met rode haren in de Nederlandse Top 40 - binnen 20 mei 1972 | Meisjes met rode haren in de Nederlandse Top 40 - binnen 20 mei 1972 | Meisjes met rode haren in de Nederlandse Top 40 - binnen 20 mei 1972 | Meisjes met rode haren in de Nederlandse Top 40 - binnen 20 mei 1972 | Meisjes met rode haren in de Nederlandse Top 40 - binnen 20 mei 1972 | Meisjes met rode haren in de Nederlandse Top 40 - binnen 20 mei 1972 | Meisjes met rode haren in de Nederlandse Top 40 - binnen 20 mei 1972 | Meisjes met rode haren in de Nederlandse Top 40 - binnen 20 mei 1972 | Meisjes met rode haren in de Nederlandse Top 40 - binnen 20 mei 1972 | Meisjes met rode haren in de Nederlandse Top 40 - binnen 20 mei 1972 | Meisjes met rode haren in de Nederlandse Top 40 - binnen 20 mei 1972 | Meisjes met rode haren in de Nederlandse Top 40 - binnen 20 mei 1972 | Meisjes met rode haren in de Nederlandse Top 40 - binnen 20 mei 1972 | Meisjes met rode haren in de Nederlandse Top 40 - binnen 20 mei 1972 |
| Week                                                                 | 1                                                                    | 2                                                                    | 3                                                                    | 4                                                                    | 5                                                                    | 6                                                                    | 7                                                                    | 8                                                                    | 9                                                                    | 10                                                                   | 11                                                                   | 12                                                                   | 13                                                                   | 14                                                                   | 15                                                                   | 16                                                                   | 17                                                                   |                                                                      |
| -------------------------------------------------------------------- | -------------------------------------------------------------------- | -------------------------------------------------------------------- | -------------------------------------------------------------------- | -------------------------------------------------------------------- | -------------------------------------------------------------------- | -------------------------------------------------------------------- | -------------------------------------------------------------------- | -------------------------------------------------------------------- | -------------------------------------------------------------------- | -------------------------------------------------------------------- | -------------------------------------------------------------------- | -------------------------------------------------------------------- | -------------------------------------------------------------------- | -------------------------------------------------------------------- | -------------------------------------------------------------------- | -------------------------------------------------------------------- | -------------------------------------------------------------------- | -------------------------------------------------------------------- |
| Nummer                                                               | 30                                                                   | 18                                                                   | 8                                                                    | 5                                                                    | 3                                                                    | 3                                                                    | 3                                                                    | 3                                                                    | 5                                                                    | 13                                                                   | 17                                                                   | 18                                                                   | 22                                                                   | 29                                                                   | 33                                                                   | 35                                                                   | 39                                                                   | uit                                                                  |

| Meisjes met rode haren in de Daverende Dertig - binnen 27 mei 1972 | Meisjes met rode haren in de Daverende Dertig - binnen 27 mei 1972 | Meisjes met rode haren in de Daverende Dertig - binnen 27 mei 1972 | Meisjes met rode haren in de Daverende Dertig - binnen 27 mei 1972 | Meisjes met rode haren in de Daverende Dertig - binnen 27 mei 1972 | Meisjes met rode haren in de Daverende Dertig - binnen 27 mei 1972 | Meisjes met rode haren in de Daverende Dertig - binnen 27 mei 1972 | Meisjes met rode haren in de Daverende Dertig - binnen 27 mei 1972 | Meisjes met rode haren in de Daverende Dertig - binnen 27 mei 1972 | Meisjes met rode haren in de Daverende Dertig - binnen 27 mei 1972 | Meisjes met rode haren in de Daverende Dertig - binnen 27 mei 1972 | Meisjes met rode haren in de Daverende Dertig - binnen 27 mei 1972 | Meisjes met rode haren in de Daverende Dertig - binnen 27 mei 1972 | Meisjes met rode haren in de Daverende Dertig - binnen 27 mei 1972 |
| Week                                                               | 1                                                                  | 2                                                                  | 3                                                                  | 4                                                                  | 5                                                                  | 6                                                                  | 7                                                                  | 8                                                                  | 9                                                                  | 10                                                                 | 11                                                                 | 12                                                                 |                                                                    |
| ------------------------------------------------------------------ | ------------------------------------------------------------------ | ------------------------------------------------------------------ | ------------------------------------------------------------------ | ------------------------------------------------------------------ | ------------------------------------------------------------------ | ------------------------------------------------------------------ | ------------------------------------------------------------------ | ------------------------------------------------------------------ | ------------------------------------------------------------------ | ------------------------------------------------------------------ | ------------------------------------------------------------------ | ------------------------------------------------------------------ | ------------------------------------------------------------------ |
| Nummer                                                             | 19                                                                 | 11                                                                 | 6                                                                  | 4                                                                  | 4                                                                  | 4                                                                  | 4                                                                  | 5                                                                  | 6                                                                  | 13                                                                 | 17                                                                 | 25                                                                 | uit                                                                |

### Evergreen Top 1000
| Evergreen Top 1000 "Meisjes Met Rode Haren" | Evergreen Top 1000 "Meisjes Met Rode Haren" | Evergreen Top 1000 "Meisjes Met Rode Haren" | Evergreen Top 1000 "Meisjes Met Rode Haren" | Evergreen Top 1000 "Meisjes Met Rode Haren" | Evergreen Top 1000 "Meisjes Met Rode Haren" | Evergreen Top 1000 "Meisjes Met Rode Haren" | Evergreen Top 1000 "Meisjes Met Rode Haren" | Evergreen Top 1000 "Meisjes Met Rode Haren" | Evergreen Top 1000 "Meisjes Met Rode Haren" | Evergreen Top 1000 "Meisjes Met Rode Haren" |
| Jaar                                        | 2008                                        | 2009                                        | 2010                                        | 2011                                        | 2012                                        | 2013                                        | 2014                                        | 2015                                        | 2016                                        | 2017                                        |
| ------------------------------------------- | ------------------------------------------- | ------------------------------------------- | ------------------------------------------- | ------------------------------------------- | ------------------------------------------- | ------------------------------------------- | ------------------------------------------- | ------------------------------------------- | ------------------------------------------- | ------------------------------------------- |
| Positie                                     | 520                                         | 603                                         | 837                                         | 827                                         | 824                                         | 907                                         | 710                                         | -                                           | 831                                         | -                                           |

### NPO Radio 2 Top 2000
| Nummer met noteringen in de NPO Radio 2 Top 2000 | '99  | '00  | '01  | '02  | '03  | '04  | '05  | '06  | '07  | '08  |
| ------------------------------------------------ | ---- | ---- | ---- | ---- | ---- | ---- | ---- | ---- | ---- | ---- |
| Meisjes met rode haren                           | 1347 | 1038 | 1066 | 1743 | 1665 | 1178 | 1580 | 1780 | 1707 | 1580 |

1. ↑  Een vetgedrukt getal geeft de hoogste notering aan.
2. ↑  Deze tabel is bijgewerkt tot en met de laatste editie (2024).